# Canton de Bourdeaux
Pour les articles homonymes, voir Bourdeaux (homonymie).
Le canton de Bourdeaux est un ancien canton situé dans la Drôme, dans l'arrondissement de Die. À la suite du nouveau découpage territorial du département de la Drôme entré en vigueur à l'occasion des élections départementales de mars 2015, toutes les communes du canton sont rattachées au nouveau canton de Dieulefit.

## Composition
| Nom                    | Code Insee | Intercommunalité                | Superficie (km2) | Population (dernière pop. légale) | Densité (hab./km2) |
| ---------------------- | ---------- | ------------------------------- | ---------------- | --------------------------------- | ------------------ |
| Bourdeaux (chef-lieu)  | 26056      | CC Dieulefit-Bourdeaux          | 23,11            | 619 (2014)                        | 27                 |
| Bézaudun-sur-Bîne      | 26051      | CC Dieulefit-Bourdeaux          | 17,97            | 80 (2014)                         | 4,5                |
| Bouvières              | 26060      | CC Dieulefit-Bourdeaux          | 25,05            | 143 (2014)                        | 5,7                |
| Crupies                | 26111      | CC Dieulefit-Bourdeaux          | 13,16            | 93 (2014)                         | 7,1                |
| Félines-sur-Rimandoule | 26134      | CC du Val de Drôme en Biovallée | 8,46             | 70 (2014)                         | 8,3                |
| Le Poët-Célard         | 26241      | CC du Val de Drôme en Biovallée | 8,34             | 122 (2014)                        | 15                 |
| Les Tonils             | 26351      | CC Dieulefit-Bourdeaux          | 13,00            | 12 (2014)                         | 0,92               |
| Mornans                | 26214      | CC du Val de Drôme en Biovallée | 11,72            | 70 (2014)                         | 6                  |
| Truinas                | 26356      | CC Dieulefit-Bourdeaux          | 8,64             | 132 (2014)                        | 15                 |

## Représentation

### conseillers généraux de 1833 à 2015
| Période | Période      | Identité                                          | Étiquette     | Qualité |
| ------- | ------------ | ------------------------------------------------- | ------------- | --- |
| 1833    | 1836         | Barthélemy Lombard-Latune (1770-1844)             |               | Négociant à Crest Maire de Mirabel-et-Blacons                                                                                           |
| 1836    | 1848         | Joseph-Etienne Lombard-Latune (1798-1850)         |               | Négociant à Crest |
| 1848    | 1852         | Oscar Vernet (1817-1895)                          | Républicain   | Notaire, maire de Bourdeaux Préfet de la Drôme en 1871                                                                                  |
| 1852    | 1856         | Émile Augier,                                     |               | Homme de lettres (auteur dramatique) Membre de l'Académie Française                                                                     |
| 1856    | 1871         | Emile Laurens                                     |               | Avocat Maire de Die (1853-1870, 1877-1878)                                                                                              |
| 1871    | 1883         | Armand Ollivier                                   | Républicain   | Notaire à Bourdeaux Maire de Félines |
| 1883    | 1914 (décès) | Louis Blanc                                       | Rad.          | Entrepreneur de voitures publiques Député (1892-1902) Sénateur (1902-1914) Maire de Bourdeaux                                           |
| 1914    | 1919         | siège vacant                                      |               | |
| 1919    | 1940         | Louis Faucon (1878-1944)                          | Rad.          | Ferblantier, négociant Maire de Bourdeaux Nommé conseiller départemental en 1942                                                        |
|         |              |                                                   |               | |
| 1945    | 1951         | Raymond Terrot (1914-1997)                        | PCF           | Cultivateur Maire de Truinas (1945-1983)                                                                                                |
| 1951    | 1958 (décès) | Georges Arnaud (1891-1958)                        | Rad.          | Adjoint au maire de Bourdeaux |
| 1958    | 1976 (décès) | Louis Chancel (1918-1976)                         | Rad. puis MRG | Avocat Maire de Montélimar (1953-1958) puis de Pont-de-Barret Conseiller régional                                                       |
| 1976    | 1994         | Michèle Chancel (1925-2017) (épouse du précédent) | PS            | Pharmacienne à Montélimar Maire de Bourdeaux Vice-présidente du Conseil Général de la Drôme aux affaires sociales Conseillère régionale |
| 1994    | 2001         | Jean-Claude Ayzac                                 | UDF           | Médecin Maire de Bourdeaux |
| 2001    | 2015         | Michel Tron                                       | DVD           | Agent immobilier à Bourdeaux |

### Conseillers d'arrondissement de 1833 à 1940
| Période                                  | Période      | Identité                           | Étiquette   | Qualité |
| ---------------------------------------- | ------------ | ---------------------------------- | ----------- | --- |
| 1833                                     | 1852         | Jacques Charles Desaulces-Latour   |             | Juge de paix à Bourdeaux                                                                                    |
| 1852                                     | 1867         | Hercule Ladreit de Lacondamine     |             | Médecin, maire de Bourdeaux                                                                                 |
| 1867                                     | 1870         | Achille Désiré de Borel de Lestang |             | Juge de paix à Bourdeaux                                                                                    |
| 1870                                     | 1883         | Louis Blanc                        | Républicain | Maître d'hôtel à Bourdeaux                                                                                  |
| 1883                                     | 1887 (décès) | Jean Antoine Mège (1842-1887)      |             | Médecin à Bourdeaux                                                                                         |
| 1887                                     | 1898         | M. Plantin                         |             | Officier de santé, propriétaire à Bourdeaux                                                                 |
| 1898                                     | 1902 (décès) | Mathieu-Charles Lamidet            |             | Maire de Bourdeaux                                                                                          |
| 1902                                     | 1919         | Auguste Victor Emile Augier        | Radical     | Maire de Bourdeaux                                                                                          |
| 1919                                     | 1922         | Ange Scotti                        |             | Propriétaire à Bourdeaux                                                                                    |
| 1922                                     |              | Émile Roche                        | Radical     | Maire de Mornans                                                                                            |
| 1940                                     |              |                                    |             | Les conseils d'arrondissement ont été suspendus par la loi du 12 octobre 1940 et n'ont jamais été réactivés |
| Les données manquantes sont à compléter. |              |                                    |             | |

## Démographie
| 1962  | 1968  | 1975  | 1982  | 1990  | 1999  | 2006  | 2011  | 2012  |
| ----- | ----- | ----- | ----- | ----- | ----- | ----- | ----- | ----- |
| 1 433 | 1 316 | 1 267 | 1 331 | 1 294 | 1 268 | 1 347 | 1 348 | 1 339 |